# Mike Dooley
Mike Dooley (Orange, 7 febbraio 1961) è uno scrittore e imprenditore statunitense, infatti fa parte del movimento filosofico New Thought, ed è inoltre autore di uno dei best seller del New York Times , infatti i suoi insegnamenti racchiudono la premessa che "i nostri pensieri diventano cose", un'espressione che lo ha reso popolare nel libro di Rhonda Byrne e nel film-documentario "The Law of Attraction" e The Secret .

## Biografia
Dooley si è laureato all'Università della Florida nel 1983 con un Bachelor of Science in Contabilità.

## Carriera
Dooley ha lavorato in Florida, Arabia Saudita e Massachusetts come specialista fiscale internazionale per Price Waterhouse Coopers prima di co-fondare TUT Enterprises Inc. nel 1989 con suo fratello, Andy Dooley e sua madre.
TUT ha venduto la sua propria linea di magliette e regali in una piccola catena di negozi e attraverso un distributore a Jyoetsu, in Giappone. Nel 1999 la società ha cessato le sue attività di vendita al dettaglio e all'ingrosso e Dooley è diventato l'unico azionista, trasformando il business in "Adventurer's Club" di oggi per celebrare l'avventura della vita.. Dall'agosto del 2015 c'erano 700.000 membri che ricevono le e-mail giornaliere di Dooley che si sono trasformati in libri, calendari, biglietti di auguri e tour mondiali.

## Libri e altre pubblicazioni
- Totally Unique Thoughts, 1998, ISBN 0-9642168-1-7.
- Lost in Space, 1998, ISBN 0-9642168-2-5.
- Thoughts Become Things (audio-libro), 2001, ISBN 0-9642168-8-4.
- Infinite Possibilities: The Art of Living Your Dreams (audio-libro), 2002, ISBN 0-9642168-6-8.
- New Perspectives from an Old Friend, Notes from the Universe, vol. 1, 2007, ISBN 1-58270-176-8.
- Life, Dreams & Happiness, Notes from the Universe, vol. 2, 2008, ISBN 1-58270-184-9.
- Dancing Life's Dance, Notes from the Universe, vol. 3, 2008, ISBN 1-58270-186-5.
- Leveraging the Universe (audio-libro), 2008, ISBN 0-7435-7139-8.
- It Couldn't be Easier (audio-libro), Manifesting Change, 2008, ISBN 978-0-9765420-7-0.
- Choose them Wisely, Thoughts Become Things, 2009, ISBN 1-58270-233-0.
- Infinite Possibilities: The Art of Living Your Dreams, 2009, ISBN 1-58270-226-8.
- Everything You Ever Wanted to Know about Life ... but were Afraid to Ask, 2010, ISBN 0-9814602-4-0.
- 2012 – A Wrinkle in Time, 2010.
- It Couldn’t be Easier, Manifesting Change, 2010, ISBN 1-58270-275-6.
- Leveraging the Universe: 7 Steps to Engaging Life's Magic, 2011, ISBN 978-1-58270-314-5.
- Perpetual Calendar, Notes from the Universe, 2012, ISBN 978-0-9814602-1-5.
- A 60-Card Deck, Notes from the Universe, 2012, ISBN 978-0-9814602-6-0.
- An Adventurer's Guide to the Jungles of Time and Space, 2012, ISBN 978-0-9814602-5-3.
- Dreams Come True, All They Need is You!, 2013, ISBN 978-0-9814602-7-7.
- The Top Ten Things Dead People want to Tell You, 2014, ISBN 1-4019-4556-2.
- Coloring Book, Notes from the Universe, 2015, ISBN 978-1-4019-5051-4.
- On Abundance: A 60-Card Deck, Notes from the Universe, 2016, ISBN 978-1-4019-5022-4.
- Your Magical Life, 2015, ISBN 978-0-9814602-8-4.
- Life on Earth, 2016, ISBN 978-1-78180-401-8.
- From Deep Space with Love, 2017, ISBN 978-1-4019-5282-2.